# エドウィン・ロード・ウィークス
エドウィン・ロード・ウィークス（Edwin Lord Weeks、1849年 - 1903年11月13日）はアメリカ合衆国の画家、旅行記作家である。中東やインドを旅して、絵画を残した。

## 略歴
ボストンに生まれた。裕福な茶、香料商人の息子で、絵を学び、作品制作のために旅行するための資金に困ることは無かった。フロリダ州の島、フロリダキーズや南米のスリナムを旅した。1867年に18歳で描いた作品が残されている。21歳の時にボストン郊外にスタジオを開き、その年結婚した。翌年、ヨーロッパを経て、エジプト、シリア、パレスチナを旅し、アメリカに戻り、ボストンの雑誌に旅行記を寄稿した。
1874年に夫妻でパリに移り、レオン・ボナやジャン＝レオン・ジェロームに絵画を学んだ。1875年に再びカイロを訪れ、翌年モロッコを訪れたとされる。1877年にボストンで個展を開き、作品は良く売れ、この時得た資金は後のインド旅行の資金となった。1878年からサロン・ド・パリに出展し、1884年、1889年に入賞した。1883年からインドを旅した。
1895年に、挿絵入りの旅行記、「黒海からペルシャ、インドヘ」("From the Black Sea through Persia and India"）を出版し 、1897年に「登山のエピソード」("Episodes of Mountaineering"）を出版した 。
1903年にパリで没した。フランス政府からレジオンドヌール勲章を受勲した。

## 作品

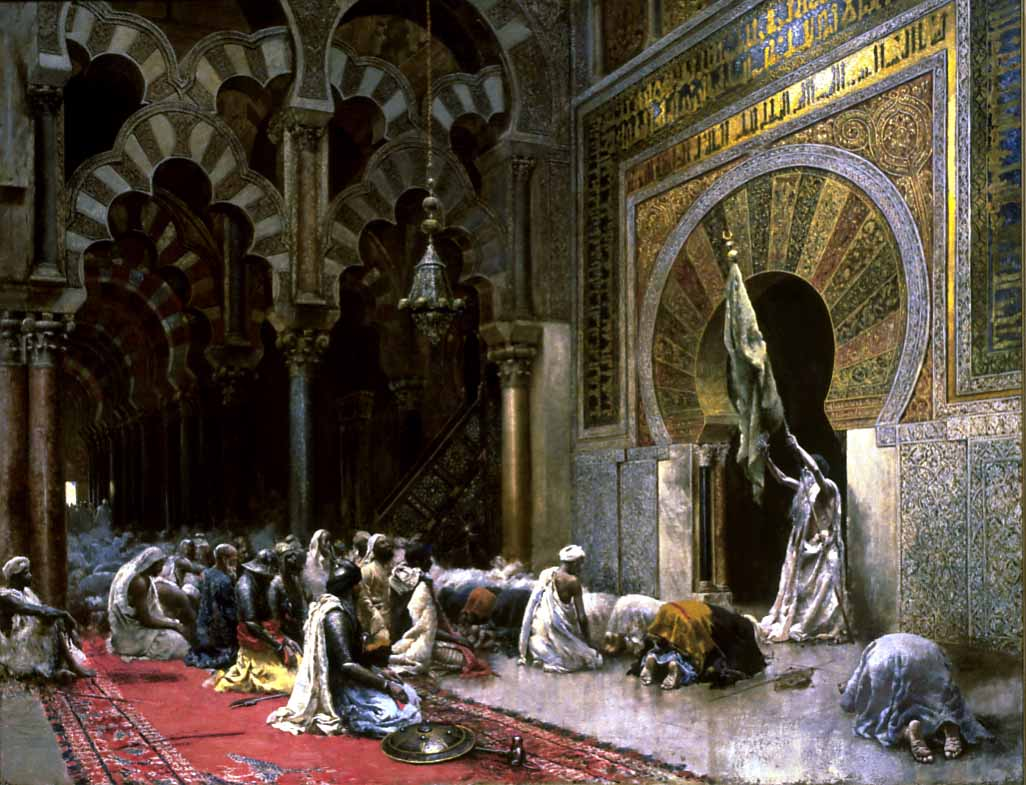
「メスキータ(モスク)の内部」(1880)
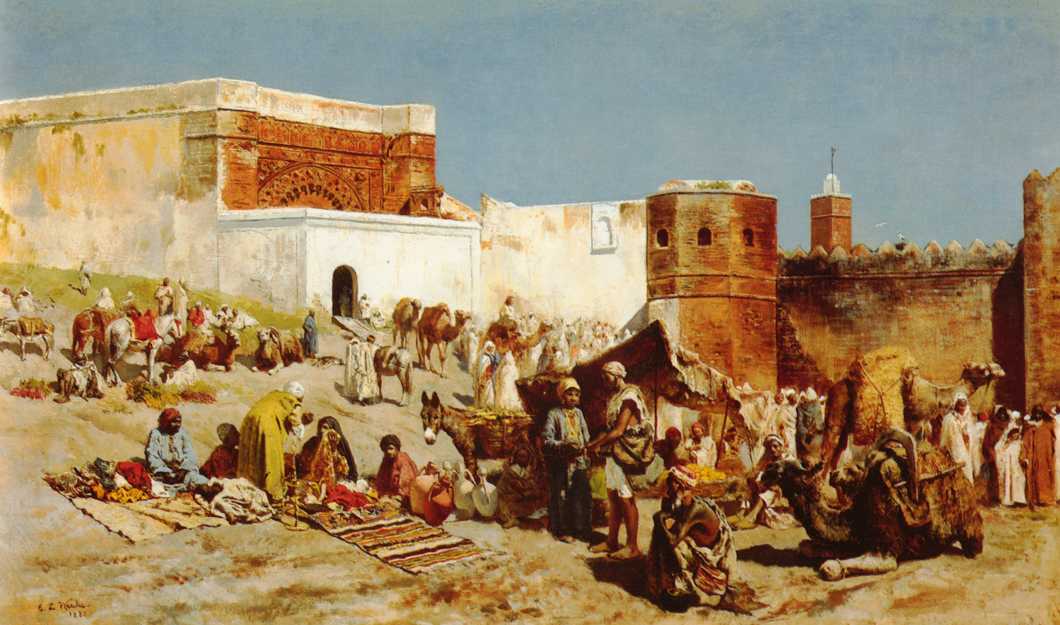
「モロッコの市場」(1880)
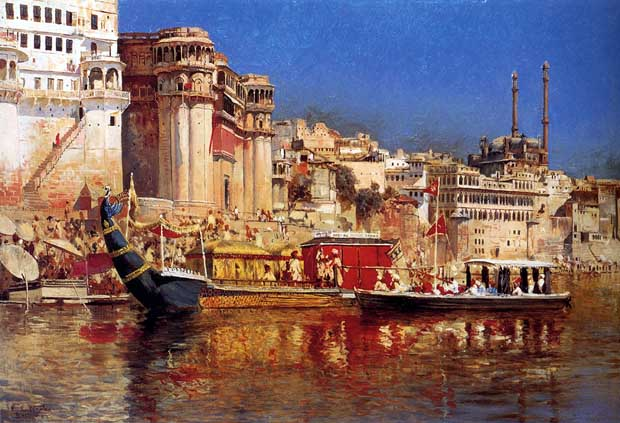
「ヴァーラーナシーのマハラジャの船」(1883)
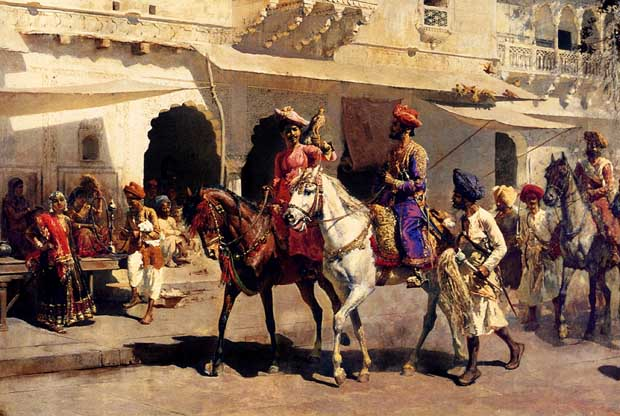
「グワーリヤル城から狩への出発」(1887)
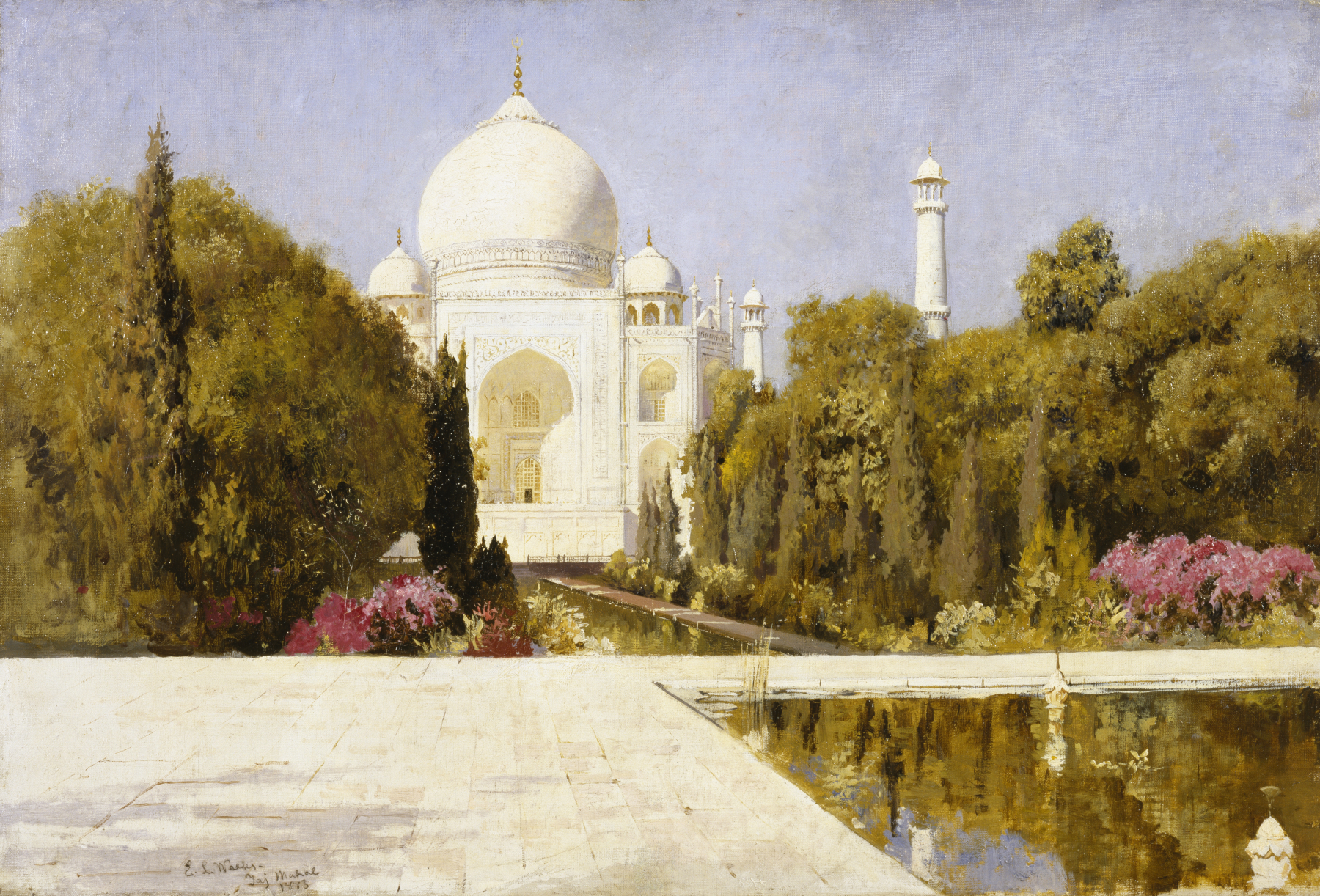
「タージ・マハル」
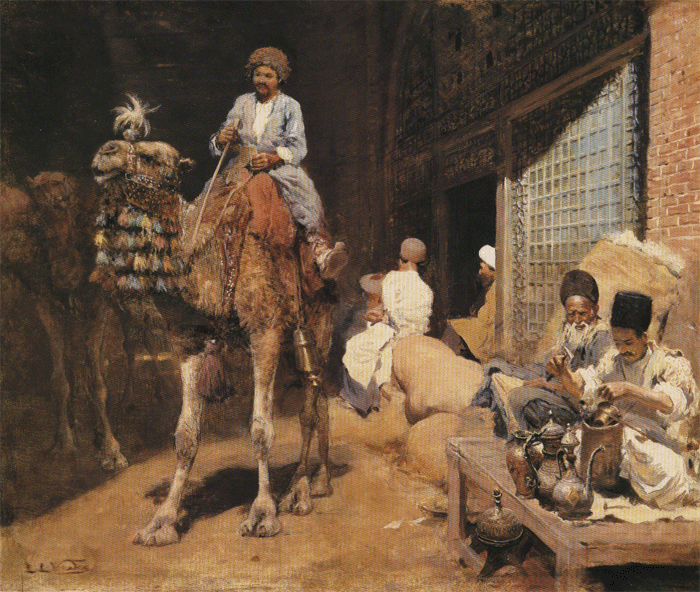
「エスファハーンの市場」(1887)